# Webb Haymaker
Webb Haymaker (ur. 5 czerwca 1902 w Waszyngtonie, zm. 5 sierpnia 1984 w Berkeley) – amerykański lekarz, neuropatolog.
Uczył się w Clemson College i College of Charleston, a następnie studiował medycynę w Medical College of South Carolina. W 1928 otrzymał tytuł doktora medycyny.
Był przewodniczącym American Association of Neuropathologists (1955/56), wiceprzewodniczącym III Międzynarodowego Kongresu Neuropatologów w Brukseli w czerwcu 1957 i przewodniczącym IV Kongresu w Monachium (1961).